# Kazimierz Kuberski
Kazimierz Kuberski (ur. 3 grudnia 1964 w Białaszewie) – polski prawnik, urzędnik państwowy i samorządowy. W latach 2005–2008 podsekretarz stanu w Ministerstwie Pracy i Polityki Społecznej, w latach 2019–2020 podsekretarz stanu w Ministerstwie Rodziny, Pracy i Polityki Społecznej.

## Życiorys
Absolwent Wydziału Prawa Uniwersytetu Warszawskiego (1992). W 1998 ukończył podyplomowe kursy z administracji i zdobył tytuł MBA na University of Kentucky. W 2005 został absolwentem podyplomowych studiów z zarządzania w administracji publicznej w Wyższej Szkole Przedsiębiorczości i Zarządzania im. Leona Koźmińskiego.
Od 1993 do 1994 był inspektorem w Wydziale Planowania Urzędu Dzielnicy Warszawa-Śródmieście, po czym do 2003 pozostawał wicedyrektorem Biura Zarządu Urzędu Gminy Warszawa-Centrum. W 2003 został zastępcą dyrektora Biura Polityki Społecznej w Urzędzie Miasta Stołecznego Warszawy. W 1998 odbył staż w Narodowym Stowarzyszeniu Skarbników Stanowych USA. Od 2002 był ekspertem w Centrum im. Adama Smitha.
30 listopada 2005 powołany na stanowisko podsekretarza stanu w Ministerstwie Pracy i Polityki Społecznej, odpowiedzialnego za stosunki międzynarodowe, dialog społeczny, migracje i organizacje pozarządowe. Odwołany z funkcji 7 marca 2008. Został następnie urzędnikiem i dyrektorem w Biurze Spraw Zagranicznych Kancelarii Prezydenta Lecha Kaczyńskiego. W kancelarii Andrzeja Dudy objął stanowisko dyrektora Biura Współpracy z Polonią i Polakami za Granicą. 21 stycznia 2019 powołany na stanowisko podsekretarza stanu w Ministerstwie Rodziny, Pracy i Polityki Społecznej. W 2020 odszedł z zajmowanego stanowiska. Następnie był członkiem zarządu PZU Zdrowie SA.